# ري أنخيل مارتينيز
ري أنخيل مارتينيز (13 مايو 1982 بهافانا في كوبا - ) هو لاعب كرة قدم كوبي في مركز الهجوم. شارك مع منتخب كوبا لكرة القدم. أما مع النوادي، فقد لعب مع كولورادو رابيدز ونادي شمال كارولاينا وRochester Rhinos ‏ وFC Ciudad de La Habana ‏ وNew Jersey Ironmen ‏ وBaltimore Blast ‏ وReal Maryland F.C. ‏ وRochester Lancers (MASL) ‏ وسانت لويس ستيمرز ‏ وفيلادلفيا كيكس ‏.

## وصلات خارجية
- ري أنخيل مارتينيز على موقع الدوري الأمريكي (الإنجليزية)
- ري أنخيل مارتينيز على موقع قاعدة بيانات كرة القدم.إي يو (الإنجليزية)
- ري أنخيل مارتينيز على موقع ناشيونال فوتبول تيمز (الإنجليزية)